# Брајан Дејвид Џозефсон
Брајан Дејвид Џозефсон (енгл. Brian David Josephson; Кардиф, 4. јануар 1940) је велшки физичар, који је 1973. године, заједно са Леом Есакијем и Иваром Јевером, добио Нобелову награду за физику „за теоријска предвиђања својстава суперструјања кроз тунелску баријеру, познато као Џозефсонов ефекат”.